# Du som härlig ställde
Du som härlig ställde är en lov- och nyårspsalm av Johan Olof Wallin. Den skrevs redan 1811 och är därmed en av författarens tidigare psalmer.
Texten består av fem verser, varav den sista är "ståvers".
Musiken (G-dur 2/4 år 1819, F-dur, 2/2 år 1939) är troligen svensk och känd från år 1624, men anges i 1939 års koralbok som "troligen svensk (Rappehandskriften 1675)".
|  |
|  |

## Publicerad i
- 1819 års psalmbok som nr 406 under rubriken "Med avseende på särskilda personer, tider och omständigheter: Årets början och slut: Nyårspsalmer".
- 1937 års psalmbok som nr 2 under rubriken "Guds majestät och härlighet, Guds lov".
- Den svenska psalmboken 1986 som nr 330 under rubriken "Lovsång och tillbedjan".